# Маэда (род)
Род Маэда (яп. 土屋氏) — японский самурайский род.

## История

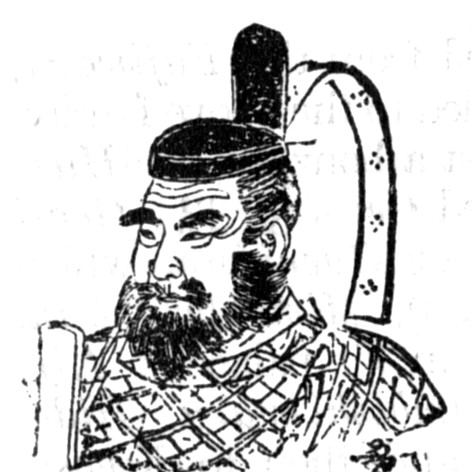
Маэда Тосииэ (1538—1599), даймё Кага-хана (1583—1599)

Клан Маэда происходит от рода Сугавара, родоначальниками которого были Сугавара-но Киётомо (770—842) и Сугавара-но Митидзанэ (845—903). Род Маэда был одной из самых могущественных в Японии, он находился на втором месте после рода Токугава по производству риса и размерам владений. Представителя рода Маэда стали даймё в период Эдо.
Клан Маэда правил доменом Кага-хан из своей резиденции в замке Канадзава с 1583 до Реставрации Мэйдзи в 1871 году. Замок Канадзава и Кэнроку-эн являются культурными реликвиями клана Маэда.
Самым знаменитым членом этого рода был Маэда Тосииэ (1538—1599), четвертый сын самурая Маэды Тосимасы (ум. 1560). Тосииэ был одним из ведущих военачальников Оды Нобунаги, а позднее сражался против Го-Ходзё под командованием Тоётоми Хидэёси. Храм Ояма в Канадзаве был освящен в его честь.
Маэда Тосииэ разделил свои владения между сыновьями. Его старший сын Маэда Тосинага (1562—1614) участвовал в битве при Сэкигахара и унаследовал от отца Кага-хан. Он был известен как самый богатый даймё в Японии с более чем 1,2 млн. коку. Другие сыновья Тосимаса и Тосицунэ участвовали в осаде замка Осака в 1614 и 1615 годах.
Потомки Маэды Тосииэ управляли княжеством Кага до Реставрации Мэйдзи в 1871 году. Последним (13-м) даймё княжества был Маэда Ёсиясу (1830—1874), правивший в 1866—1871 годах.